# Diodora cayenensis
Diodora cayenensis är en snäckart som först beskrevs av Jean-Baptiste Lamarck 1822.  Diodora cayenensis ingår i släktet Diodora och familjen nyckelhålssnäckor. Inga underarter finns listade i Catalogue of Life.

## Bildgalleri

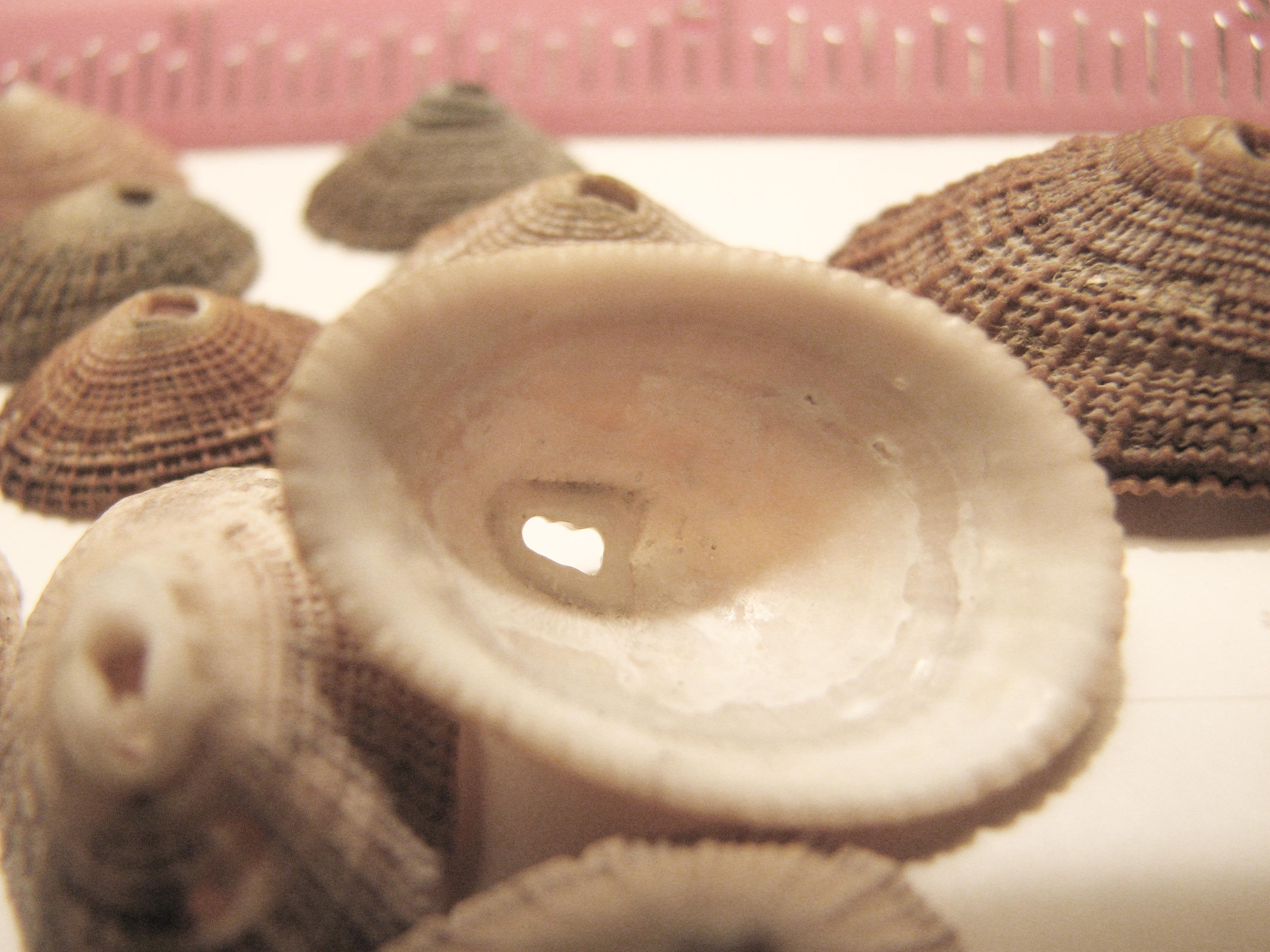
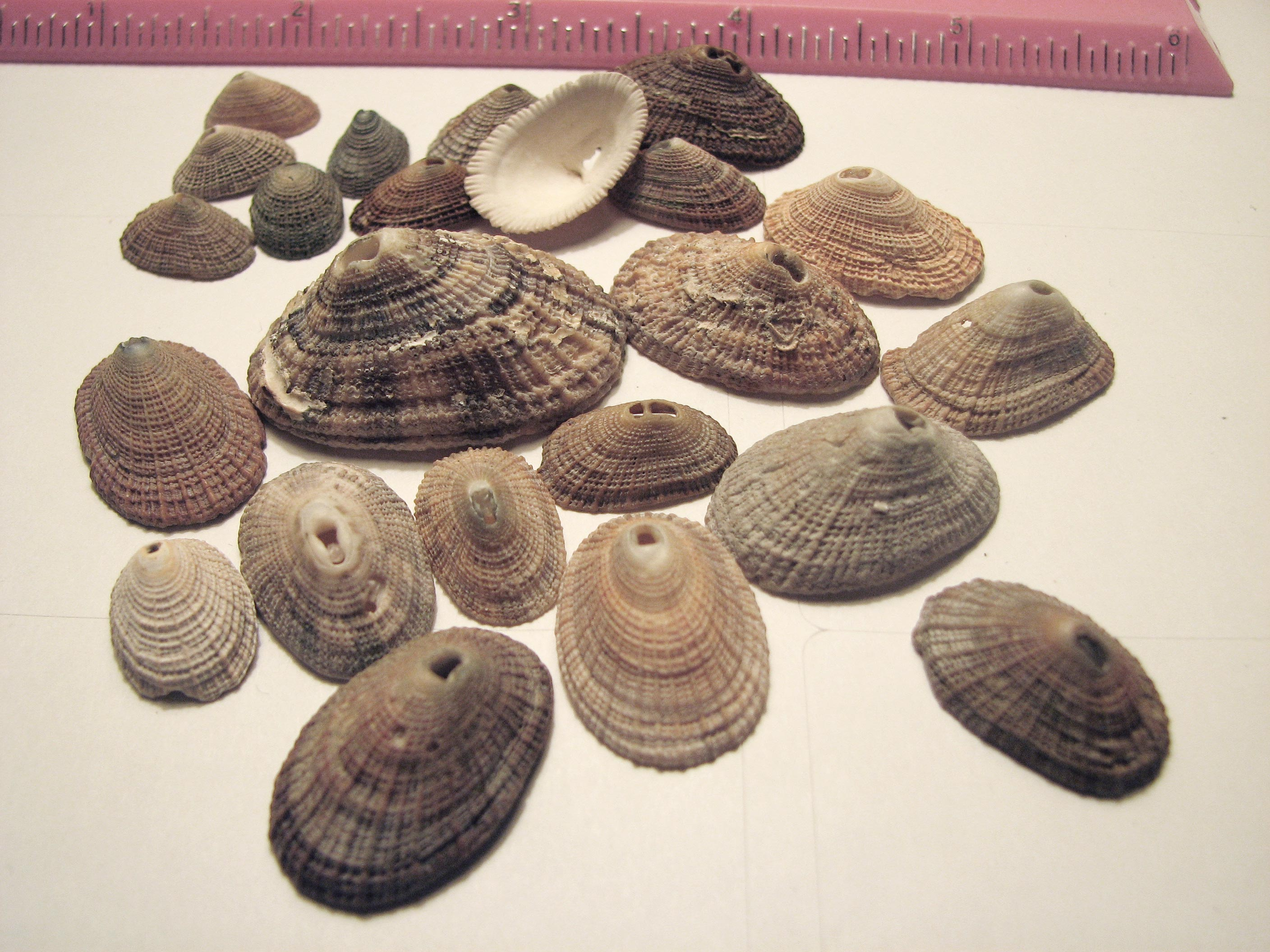